# Iberl Bühne

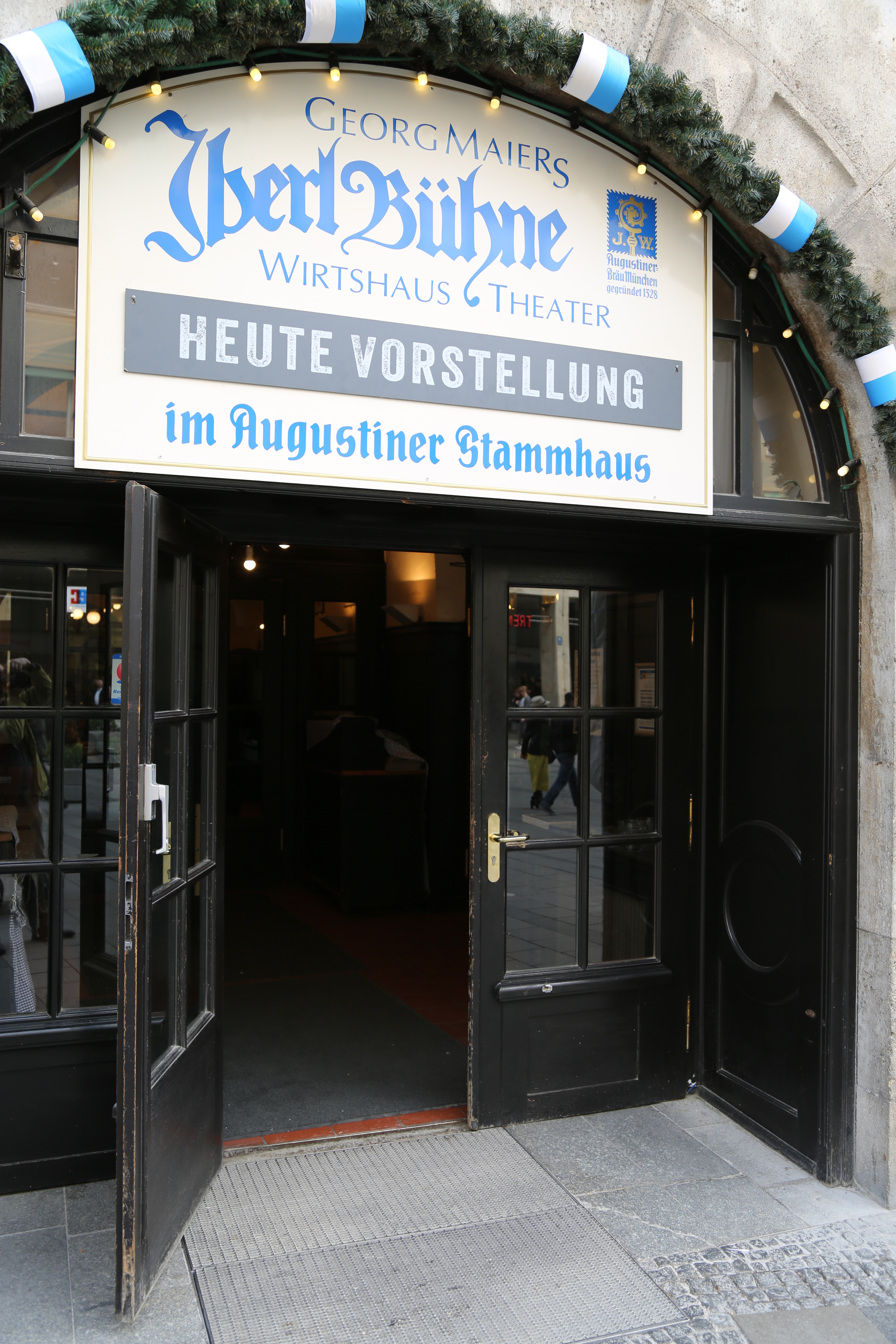
Eingang zur Iberl Bühne im Augustiner Stammhaus

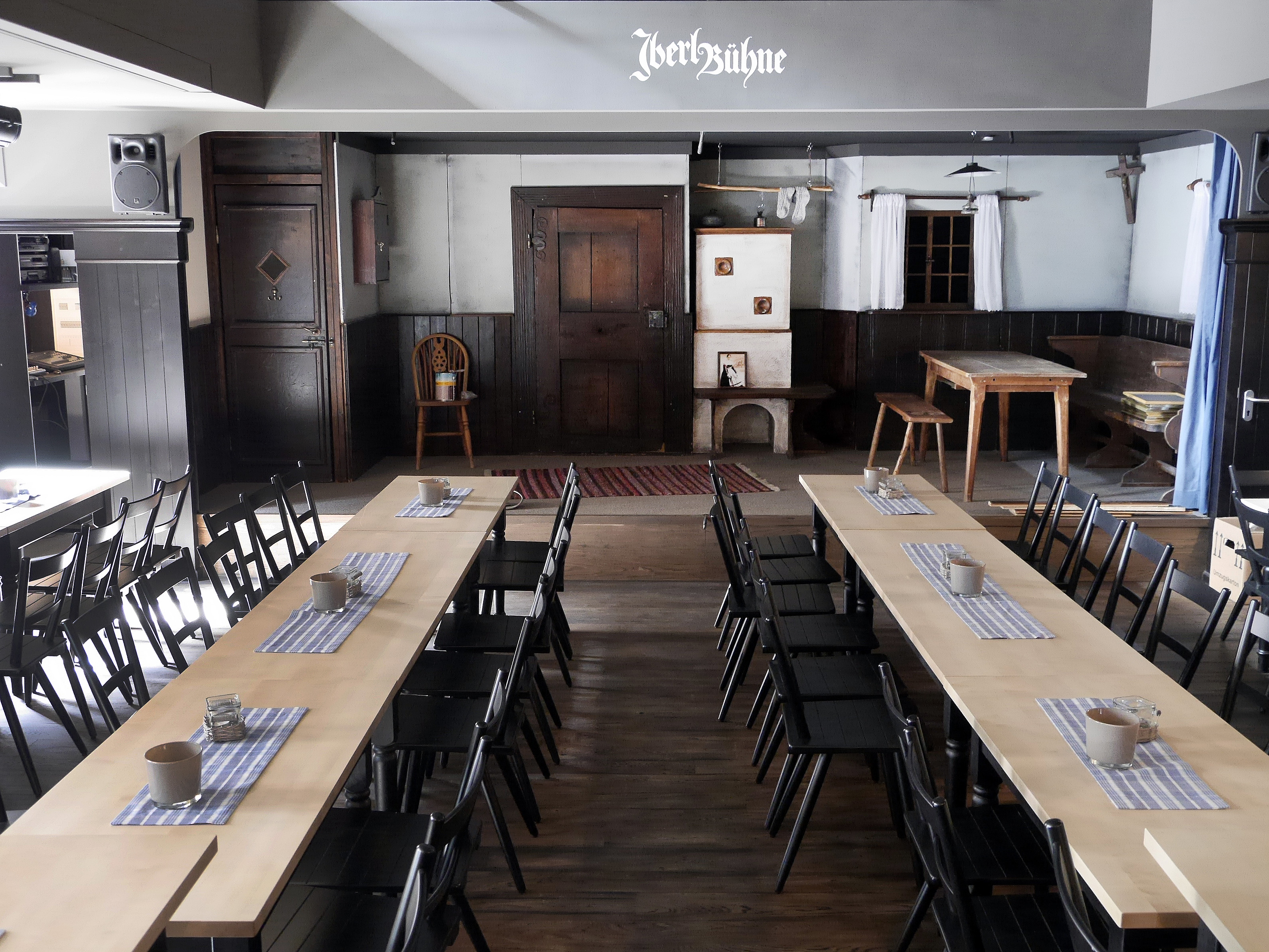
Iberl Bühne - Theater, 2014

Die Iberl Bühne ist ein bayerisches Wirtshaustheater in München.

## Geschichte
Die Iberl Bühne wurde im Jahr 1966 von Georg Maier gegründet, dem damaligen Wirt der Gaststätte Iberl in Solln, der bis zu seinem Tod an Neujahr 2021 auch als Autor, Regisseur und Darsteller auf der Bühne tätig war. Zu den größten Erfolgen zählt unter anderem die Grattler-Oper, die ab 1978 über 1000 Mal aufgeführt wurde.
Im Mai 2014 zog das Ensemble um Georg Maier aus der Gaststätte Iberl um zur Bühne im Augustiner-Stammhaus in der Neuhauser Straße. Nach dem Tod von Georg Maier 2021 wird die Iberl Bühne von seiner Witwe Raphaela Maier fortgeführt.

## Stücke (Auswahl)
| Jahr | Titel | Beschreibung                                                     | Anmerkungen                                                                   |
| ---- | --- | ---------------------------------------------------------------- | ----------------------------------------------------------------------------- |
| 1978 | Grattler-Oper | bayerisches Blues-Musical                                        | Buch Gerhard Loew, Musik Peter Michael                                        |
| 1984 | Da Philosphe - kumma, gsehng und gwunna                                                                            | Posse über den Sollner Wirt und Hallodri Josef Iberl (jun.)      |                                                                               |
| 1987 | Häuslschleicha | Eine Erbschleicher-Groteske                                      | von Georg Maier                                                               |
| 1988 | Zuagricht, Hergricht, Higricht                                                                                     | Wahrheit und Dichtung über den Räuber Mathias Kneißl             |                                                                               |
| 1990 | Spuiratz'n | Eine Pokerpartie                                                 | mit Musik von Peter Michael                                                   |
| 1997 | Das Lied vom Wildschütz Jennerwein                                                                                 | Wilderer-Posse                                                   | Das Jennerweinlied ist ein Lied auf den Wilderer Georg Jennerwein (1848–1877) |
| 2000 | Jeder verrot Jeden                                                                                                 | Eine Groteske über das Haberfeldtreiben                          | von Georg Maier                                                               |
| 2004 | Der Wadlbeisser | Eine gar bitterböse Komödie                                      |                                                                               |
| 2007 | Ned um a Fünferl a Moral                                                                                           | Groteske                                                         | von Georg Maier                                                               |
| 2008 | A Deiflert’s is! oder D'Kuah' keiwelt                                                                              | Bauernstück                                                      | von Georg Maier                                                               |
| 2009 | Schnoderhüpferl | Eine Schmugglerballade                                           | von Georg Maier                                                               |
| 2010 | O'zapft is'! oder Der große Raub im Hippodrom anno 1955                                                            | Ein Wiesnkrimi                                                   | von Georg Maier zum 200-jährigen Bestehen des Oktoberfests                    |
| 2011 | Madame Dirredari oder Der Schwarze Fünfer                                                                          | Ein Münchner Boulevardstück aus den 30er-Jahren                  | von Georg Maier                                                               |
| 2012 | Sauber Brazzelt oder De Oan sog'n a so und de Andern a so!                                                         | Ein Bauernschwank in drei Aufzügen                               | von Georg Maier                                                               |
| 2013 | Die „drei´quartel“ Bier-Rebellion oder Wann dir der neue Bierpreis ned schmeckt, nacha muaßt hoid a Wasser sauffa! | Eine Farce in drei Aufzügen                                      | von Georg Maier                                                               |
| 2013 | Niedertrachtig oder Da foid mir doch glatt ein Aug´ raus                                                           | Eine Posse um 1898 in drei Akten                                 | von Georg Maier                                                               |
| 2014 | Westentascherl-Casanova                                                                                            | Eine Posse in drei Aufzügen                                      | von Georg Maier                                                               |
| 2015 | Stradivari | Eine fantastische Geschichte mit Humor und einem Hauch von Moral | von Georg Maier                                                               |
| 2017 | Wuidschütz´n | Eine ganz varreckte Wuidererg´schicht                            | von Georg Maier                                                               |
| 2019 | Ois dastunga und dalog´n (Neufassung)                                                                              | Überarbeitete Version, frei nach Kleists "Der zerbrochene Krug"  | von Georg Maier                                                               |

## Ensemble-Mitglieder
| Aktive Ensemble-Mitglieder (Auswahl): | Ehemalige Ensemble-Mitglieder (Auswahl):                                                                                       |
| --- | --- |
| - Hansi Kraus - Manuela Denz - Markus Neumaier - Florian Günther - Florian Freytag - Daniela März - Desirée Siyum - Tom Mandl - Rudi Pauker | - Georg Maier † - Sepp Schauer - Hans Schuler - Jutta Schmuttermaier - Luise Kinseher - Monika Gruber - Wolfgang Freundorfer † |

## Rezeption
Im Jahr 1995 schrieb Florian Sonneck am Institut für Bayerische Literaturgeschichte der Ludwig-Maximilians-Universität München (LMU) seine Magisterarbeit über die Iberl-Bühne. Ein Jahr später veröffentlichte er ein Buch über das Theater. Der Schriftsteller Herbert Rosendorfer hatte als Honorarprofessor der LMU für Bayerische Literaturgeschichte die Magisterarbeit betreut und auch ein Vorwort zu dem Buch geschrieben. Darin bezeichnet er die Iberl-Bühne als „einen Ort würdigen Volkstheaters“ und stellt die „einfallsreichen“ Stücke von Georg Maier in Kontrast einerseits zu den Stücken des kritischen Volkstheaters der Nachkriegszeit (Kroetz, Achternbusch, Sperr) und andererseits zu den „billigen Folklore-Imitationen“, die im Fernsehen gezeigt werden.